# Kikuzuki (destroyer, 1926)
Pour les autres navires du même nom, voir Kikuzuki.
Le Kikuzuki (菊月) est un destroyer de la classe Mutsuki construit pour la Marine impériale japonaise pendant les années 1920.

## Historique
Dans les années 1930, le Kikuzuki navigue au large de la Chine, participant à des opérations lors de la seconde guerre sino-japonaise et plus tard pendant l'invasion japonaise de l'Indochine en 1940.
Au moment de l'attaque sur Pearl Harbor, le Kikuzuki rejoint le 23e division de destroyers (2e escadron de porte-avions - Kidō Butai) et est déployé depuis Haha-jima, dans les îles Ogasawara, dans le cadre de l'invasion de Guam. Il retourne à Truk au début du mois de janvier 1942 pour couvrir les débarquements des forces japonaises lors de l'opération R à Kavieng, en Nouvelle-Irlande, le 23 janvier, retournant à Truk un mois plus tard. En mars, le Kikuzuki couvre les débarquements des forces japonaises lors de l'opération SR dans le nord des îles Salomon, dans les îles Lae et de l'Amirauté. Le destroyer est réaffecté dans la 4e flotte le 10 avril.
Participant à l'opération Mo, lors de l'invasion de Tulagi du 3 au 4 mai 1942, le Kikuzuki est torpillé par des avions américains de l'USS Yorktown dans le port de Tulagi le 4 mai, tuant 12 membres d'équipage et en blessant 22 autres. Le chasseur de sous-marin Toshi Maru No.3 le remorque jusqu'à la plage de l'île de Gavutu au cours duquel il transfère les survivants. Le navire fut ramené en mer par la marée et coula au large de la plage à la position 9° 07′ S, 160° 12′ E.
Le Kikuzuki est rayé des listes de la marine le 25 mai 1942.

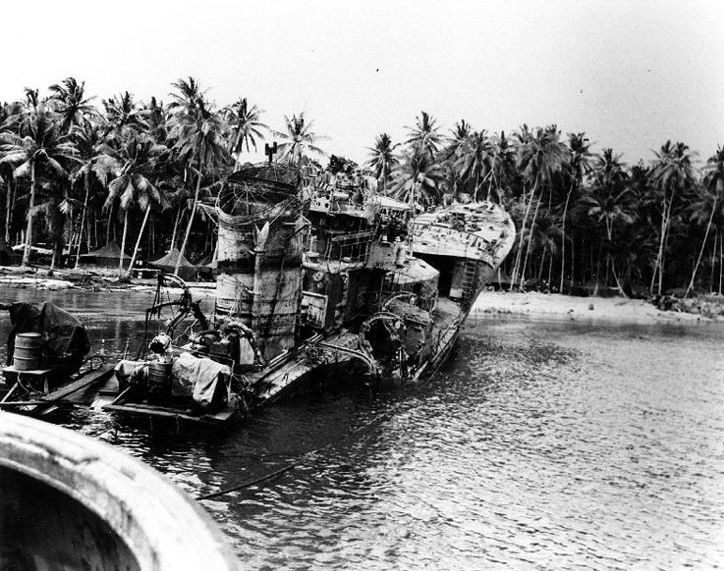
La coque rouillée du Kikuzuki, photographiée à Tulagi en août 1943 après que les forces américaines ont traîné l'épave sur la plage.

Après la capture de Tulagi par les forces américaines, l'USS Prometheus renfloua l'épave du Kikuzuki en espérant obtenir des renseignements militaires. Aujourd'hui, sa coque partiellement démantelée se trouve toujours dans la baie de Ghovana, sur l'île de Nggela Sule.